# Tiếng Yoy
Tiếng Yoy là một ngôn ngữ Thái ở Lào và Thái Lan. Nó đang bị đe dọa nghiêm trọng do tiến trình thay thế ngôn ngữ, có thể dẫn đến sự biến mất ngôn ngữ hoàn toàn.

## Ngữ âm
Hệ thống âm vị tiếng Yoy, theo Naiyapak (2017).

### Phụ âm
|          |           | Môi | Chân răng | Vòm | Ngạc mềm | Thanh hầu |
| -------- | --------- | --- | --------- | --- | -------- | --------- |
| Tắc      | bật hơi   | pʰ  | tʰ        |     | kʰ       |           |
| Tắc      | vô thanh  | p   | t         |     | k        | ʔ         |
| Tắc      | hữu thanh | b   | d         |     |          |           |
| Mũi      | Mũi       | m   | n         | ɲ   | ŋ        |           |
| Xát      | Xát       |     | s         |     |          | h         |
| Tắc xát  | Tắc xát   |     |           | tɕ  |          |           |
| Tiếp cận | Tiếp cận  | w   | l         | j   |          |           |

Chỉ /p t k ʔ m n ŋ j w/ có thể đóng vai trò phụ âm cuối. Tiếng Yoy có sáu cụm phụ âm /tw-/, /kw-/, /kw-/, /sw-/, /hw-/, và /bw-/.
Một vài từ có phụ âm đầu biến thiên giữa /j/ và /ɲ/:
/jaːk⁵/ ~ /ɲaːk⁵/ muốn
/jaːw²/ ~ /ɲaːw²/ dài
/joːj⁴/ ~ /ɲoːj⁴/ Yoy